# Porsche Carrera Cup Deutschland 2002

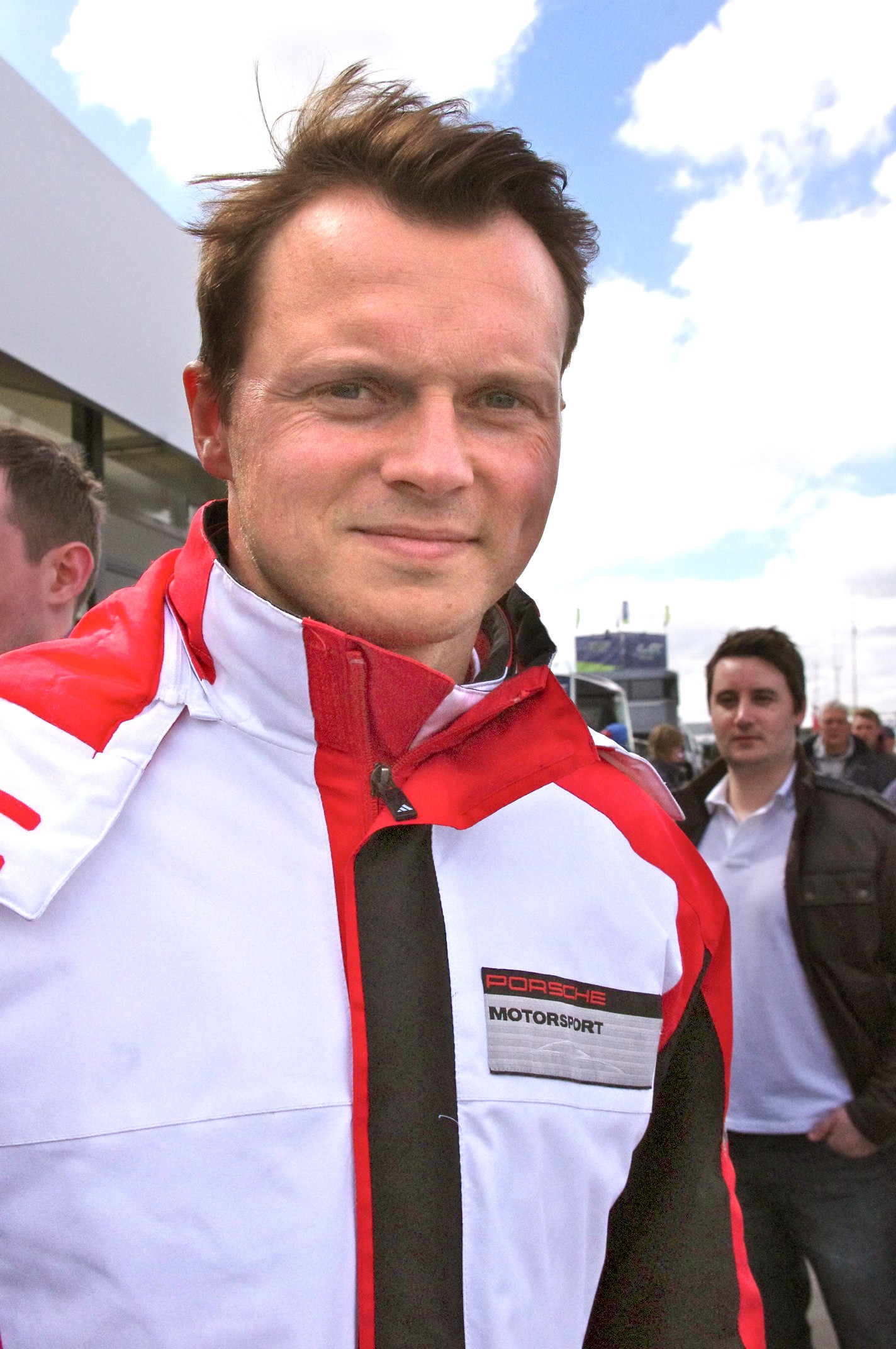
Marc Lieb gewann die Meisterschaft 2002 (Foto von 2014)

Der Porsche Carrera Cup Deutschland 2002 war die 13. Saison des Porsche Carrera Cup Deutschland. Der erste Markenmeisterschaftslauf auf dem Hockenheimring fand am 21. April 2002 statt. Das Saisonfinale am 6. Oktober fand ebenfalls dort statt.
Insgesamt wurden in dieser Saison neun Läufe in Deutschland, Belgien und Österreich ausgetragen. Die Rennen fanden im Rahmenprogramm der DTM statt.
Den Fahrertitel gewann Marc Lieb mit 158 Punkten. Die Teamwertung gewann das Team HP-Phoenix PZ Koblenz.

## Starterfeld
Folgende Fahrer und Gastfahrer sind in der Saison gestartet:
| Nr. | Fahrer                | Team                           | Rennwochenende |
| --- | --------------------- | ------------------------------ | -------------- |
| 1   | Marc Lieb             | UPS Porsche-Junior Team        | alle           |
| 2   | Mike Rockenfeller     | UPS Porsche-Junior Team        | alle           |
| 3   | Roland Asch           | Warsteiner Carsport Racing     | alle           |
| 4   | Benjamin Leuenberger  | Carsport Racing                | alle           |
| 5   | Frank Stippler        | Infineon Team Farnbacher PZN   | alle           |
| 6   | Dominik Farnbacher    | Infineon Team Farnbacher PZN   | 1–6            |
| 6   | Marco Werner          | Infineon Team Farnbacher PZN   | 7              |
| 6   | Toto Wolff            | Infineon Team Farnbacher PZN   | 8              |
| 7   | Pierre Kaffer         | Team HP-Phoenix PZ Koblenz     | alle           |
| 8   | Alex Davison          | Team HP-Phoenix PZ Koblenz     | alle           |
| 9   | Daniel Bauer          | Herberth Motorsport            | alle           |
| 10  | Frank Schmickler      | Herberth Motorsport            | alle           |
| 11  | Adam Blair            | PZ Freiburg-Eichin Racing      | alle           |
| 12  | Oscar Rovelli         | PZ Freiburg-Eichin Racing      | 1–7, 9         |
| 14  | Christian Menzel      | tolimit Motorsport             | alle           |
| 15  | Maik Heupel           | tolimit Motorsport             | alle           |
| 17  | Sandy Grau            | PZ München-Team Valier         | alle           |
| 18  | Marc Gindorf          | PZ München-Team Valier         | alle           |
| 19  | Bruno Staub           | Carsport Racing                | 4–9            |
| 20  | Wolf Henzler          | Team PZ Essen Grohs Motorsport | alle           |
| 22  | Tim Bergmeister       | Land Motorsport PZ-Siegen      | 1, 2           |
| 22  | Tom Schwister         | Land Motorsport PZ-Siegen      | 4              |
| 22  | Christian Land        | Land Motorsport PZ-Siegen      | 7, 9           |
| 22  | Jim Ruprecht Gebhardt | Land Motorsport PZ-Siegen      | 8              |
| 23  | Albert Daffner        | Land Motorsport PZ-Siegen      | 8              |
| 23  | Nicole Lüttecke       | Land Motorsport PZ-Siegen      | 9              |
| 25  | Gerhard Müller        | GM-Sports Racing Team          | 1–6            |
| 30  | Emmanuel Collard      | XS Racing                      | 1              |
| 31  | Cyrille Sauvage       | XS Racing                      | 1              |
| 32  | Manfred Thumann       | Herberth Motorsport            | 9              |

      Gaststarter

## Rennkalender und Ergebnisse
| Runde | Rennstrecke       | Datum        | Pole-Position  | Schnellste Runde | Sieger         | Zweiter        | Dritter          |
| ----- | ----------------- | ------------ | -------------- | ---------------- | -------------- | -------------- | ---------------- |
| 1     | Hockenheimring    | 21. April    | Pierre Kaffer  | Pierre Kaffer    | Pierre Kaffer  | Wolf Henzler   | Christian Menzel |
| 2     | Zolder            | 5. Mai       | Marc Lieb      | Marc Lieb        | Roland Asch    | Frank Stippler | Wolf Henzler     |
| 3     | Sachsenring       | 2. Juni      | Frank Stippler | Frank Stippler   | Alex Davison   | Marc Lieb      | Frank Stippler   |
| 4     | Norisring         | 30. Juni     | Roland Asch    | Roland Asch      | Marc Lieb      | Roland Asch    | Frank Stippler   |
| 5     | Lausitzring       | 14. Juli     | Frank Stippler | Frank Stippler   | Marc Lieb      | Pierre Kaffer  | Christian Menzel |
| 6     | Nürburgring       | 4. August    | Marc Lieb      | Roland Asch      | Marc Lieb      | Frank Stippler | Pierre Kaffer    |
| 7     | Spa-Francorchamps | 1. September | Marc Lieb      | Marc Lieb        | Marc Lieb      | Frank Stippler | Pierre Kaffer    |
| 8     | A1-Ring           | 8. September | Frank Stippler | Alex Davison     | Frank Stippler | Sandy Grau     | Marc Lieb        |
| 9     | Hockenheimring    | 6. Oktober   | Adam Blair     | Roland Asch      | Roland Asch    | Marc Lieb      | Frank Stippler   |

## Meisterschaftsergebnisse

### Punktesystem
Punkte wurden an die ersten 15 klassifizierten Fahrer in folgender Anzahl vergeben. Die Punkte von den Gaststartern wurden am Saisonende gestrichen, daher können gleiche Positionen unterschiedliche Punktwertungen aufweisen:
| Platz  | 1. | 2. | 3. | 4. | 5. | 6. | 7. | 8. | 9. | 10. | 11. | 12. | 13. | 14. | 15. |
| Punkte | 20 | 18 | 16 | 14 | 12 | 10 | 9  | 8  | 7  | 6   | 5   | 4   | 3   | 2   | 1   |

### Fahrerwertung
Insgesamt kamen 25 Fahrer in die Punktewertung.
| Platz                                       | Fahrer                | HOC1 | ADR | SAC | NOR | LAU | NÜR | SPA | A1R | HOC2 | Punkte |
| ------------------------------------------- | --------------------- | ---- | --- | --- | --- | --- | --- | --- | --- | ---- | ------ |
| 1                                           | Marc Lieb             | 4    | 5   | 2   | 1   | 1   | 1   | 1   | 3   | 2    | 158    |
| 2                                           | Frank Stippler        | 7    | 2   | 3   | 3   | 6   | 2   | 2   | 1   | 3    | 142    |
| 3                                           | Pierre Kaffer         | 1    | 4   | 6   | 4   | 2   | 3   | 3   | 12  | 8    | 121    |
| 4                                           | Roland Asch           | 5    | 1   | 7   | 2   | 10  | 4   | 13  | 7   | 1    | 112    |
| 5                                           | Christian Menzel      | 3    | 12  | 4   | 7   | 3   | 5   | 4   | 5   | 14   | 100    |
| 6                                           | Wolf Henzler          | 2    | 3   | DNF | 5   | 5   | 7   | 7   | 10  | 5    | 95     |
| 7                                           | Sandy Grau            | 8    | 7   | 5   | DNF | 4   | 6   | 15  | 2   | 9    | 81     |
| 8                                           | Alex Davison          | 9    | 9   | 1   | 9   | 11  | 17  | 6   | 4   | 19   | 73     |
| 9                                           | Frank Schmickler      | 20   | 8   | 15  | 6   | DNF | 8   | 9   | 9   | 4    | 56     |
| 10                                          | Mike Rockenfeller     | 11   | 6   | DNF | 11  | 14  | 15  | 8   | 6   | 7    | 52     |
| 11                                          | Daniel Bauer          | 10   | 15  | 9   | 12  | 8   | 16  | 12  | DNF | 6    | 42     |
| 12                                          | Bruno Staub           |      |     |     | 8   | 16  | 11  | 11  | 8   | 11   | 32     |
| 13                                          | Maik Heupel           | 16   | 10  | DNF | DNF | 7   | 9   | 19  | DNF | 10   | 30     |
| 14                                          | Benjamin Leuenberger  | 18   | DNF | 13  | 10  | 9   | 17  | 14  | 13  | 15   | 25     |
| 15                                          | Gerhard Müller        | 12   | 11  | 10  | DNF | 13  | 10  |     |     |      | 25     |
| 16                                          | Adam Blair            | 21   | 17  | 8   | DNF | 12  | 19  | 10  | 16  | 20   | 21     |
| 17                                          | Marc Gindorf          | 15   | 18  | 11  | DNF | 15  | 13  | 17  | 14  | 12   | 19     |
| 18                                          | Dominik Farnbacher    | 17   | 14  | 14  | 13  | 17  | 12  |     |     |      | 12     |
| 19                                          | Oscar Rovelli         | 19   | 13  | 12  | 15  | 18  | 14  | 16  |     | 17   | 12     |
| 20                                          | Tim Bergmeister       | 13   | 16  |     |     |     |     |     |     |      | 4      |
| 21                                          | Tom Schwister         |      |     |     | 14  |     |     |     |     |      | 2      |
| Gastfahrer ohne Meisterschaftspunktewertung |                       |      |     |     |     |     |     |     |     |      |        |
|                                             | Emmanuel Collard      | 6    |     |     |     |     |     |     |     |      | 0      |
|                                             | Cyrille Sauvage       | 14   |     |     |     |     |     |     |     |      | 0      |
|                                             | Marco Werner          |      |     |     |     |     |     | 5   |     |      | 0      |
|                                             | Christian Land        |      |     |     |     |     |     | 18  |     | 13   | 0      |
|                                             | Albert Daffner        |      |     |     |     |     |     |     | 11  |      | 0      |
|                                             | Jim Ruprecht Gebhardt |      |     |     |     |     |     |     | 15  |      | 0      |
|                                             | Toto Wolff            |      |     |     |     |     |     |     | DNF |      | 0      |
|                                             | Manfred Thumann       |      |     |     |     |     |     |     |     | 16   | 0      |
|                                             | Nicole Lüttecke       |      |     |     |     |     |     |     |     | 18   | 0      |
| Platz                                       | Fahrer                | HOC1 | ADR | SAC | NOR | LAU | NÜR | SPA | A1R | HOC2 | Punkte |

| Legende  | Legende            | Legende                                                          |
| Farbe    | Abkürzung          | Bedeutung                                                        |
| -------- | ------------------ | ---------------------------------------------------------------- |
| Gold     | –                  | Sieg                                                             |
| Silber   | –                  | 2. Platz                                                         |
| Bronze   | –                  | 3. Platz                                                         |
| Grün     | –                  | Platzierung in den Punkten                                       |
| Blau     | –                  | Klassifiziert außerhalb der Punkteränge                          |
| Violett  | DNF                | Rennen nicht beendet (did not finish)                            |
| Violett  | NC                 | nicht klassifiziert (not classified)                             |
| Rot      | DNQ                | nicht qualifiziert (did not qualify)                             |
| Rot      | DNPQ               | in Vorqualifikation gescheitert (did not pre-qualify)            |
| Schwarz  | DSQ                | disqualifiziert (disqualified)                                   |
| Weiß     | DNS                | nicht am Start (did not start)                                   |
| Weiß     | WD                 | zurückgezogen (withdrawn)                                        |
| Hellblau | PO                 | nur am Training teilgenommen (practiced only)                    |
| Hellblau | TD                 | Freitags-Testfahrer (test driver)                                |
| ohne     | DNP                | nicht am Training teilgenommen (did not practice)                |
| ohne     | INJ                | verletzt oder krank (injured)                                    |
| ohne     | EX                 | ausgeschlossen (excluded)                                        |
| ohne     | DNA                | nicht erschienen (did not arrive)                                |
| ohne     | C                  | Rennen abgesagt (cancelled)                                      |
| ohne     | keine WM-Teilnahme |                                                                  |
| sonstige | P/fett             | Pole-Position                                                    |
| sonstige | 1/2/3/4/5/6/7/8    | Punktplatzierung im Sprint-/Qualifikationsrennen                 |
| sonstige | SR/kursiv          | Schnellste Rennrunde                                             |
| sonstige | *                  | nicht im Ziel, aufgrund der zurückgelegten Distanz aber gewertet |
| sonstige | ()                 | Streichresultate                                                 |
| sonstige | unterstrichen      | Führender in der Gesamtwertung                                   |